# Giovanni Segantini

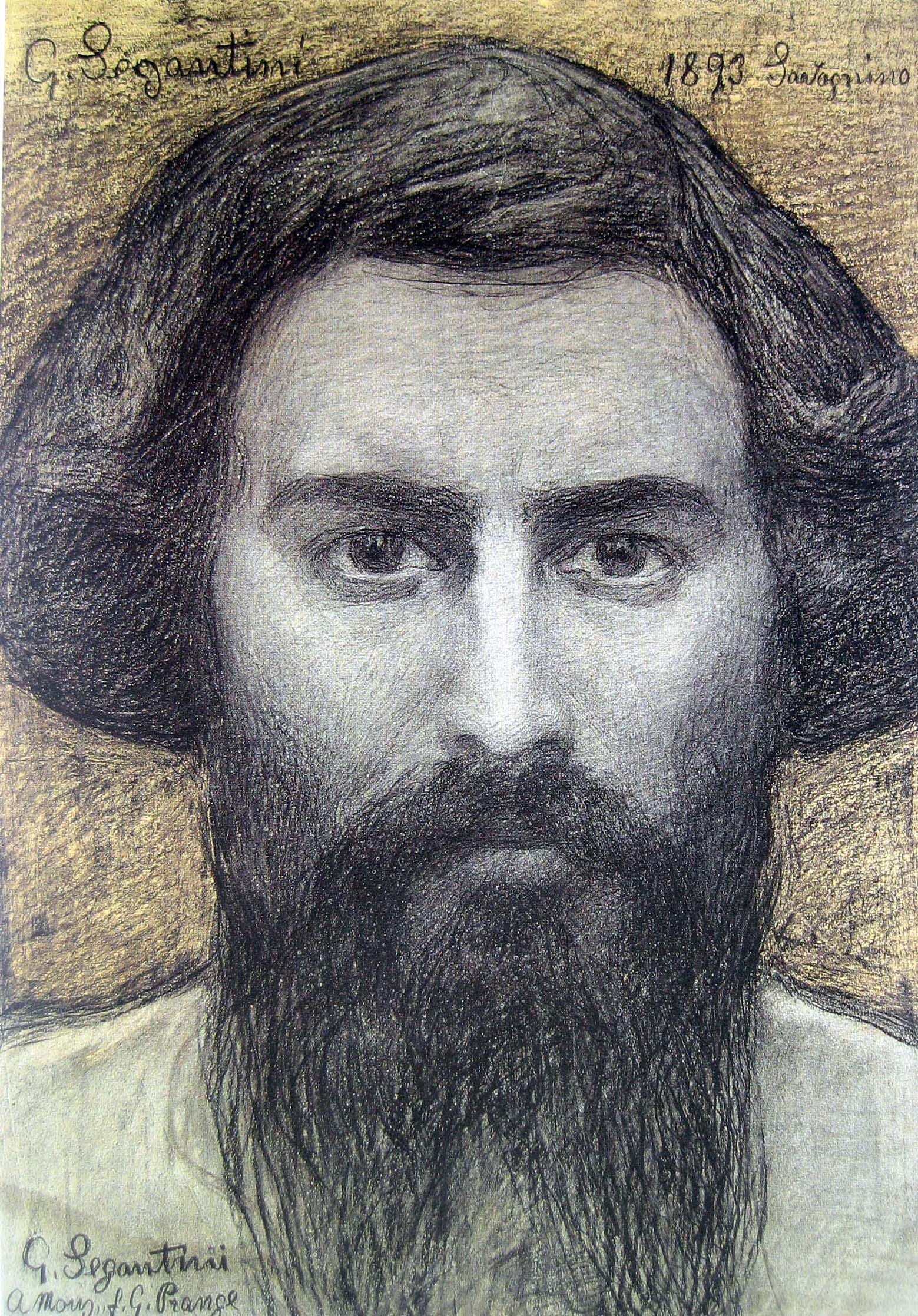
Önarckép 1893-ből

Giovanni Segantini (Arco, 1858. január 15. – Schafberg, 1899. szeptember 28.; eredeti neve: Giovanni Battista Emanuele Maria Segatini, de később Segantini formában használta). Olasz festő, pályáját tájképfestőként, a barbizoni iskola (különösen Troyon) modorában kezdte, de hatottak rá a 17. század holland mesterei is. Témáit a brianzai környéki alpesi tájban kereste. A nyolcvanas évek táján a francia impresszionizmus befolyására színskálája kivilágosodott, ragyogó tiszta színeket, pointillista ecsetkezelést alkalmazott. Böcklin és a preraffaeliták hatására misztikusabb témákkal foglalkozott. Az 1890-es évek szimbolista mozgalmában is megtalálta helyét, de korai halála festészetének kiteljesedését megakadályozta.

## Élete
Segantini családja az Verona környéki, Etsch folyó menti Bussolengoban élt, amely település lentermesztéséről és az erre alapított vászonszövő iparáról volt ismert. Már Segantini ük- és nagyapja is ilyen feldolgozó üzemet működtettek. Mivel a 18. század folyamán a helyi szövőipar konjunktúrája erősen visszaesett, a nagyszülők szövőmunkásaikkal együtt Ala-ba költöztek, hogy ott alapítsanak gyümölcsözőbb, kereskedelemmel összekapcsolt szövőüzemet. 1788 és 1802 között nyolc fiuk született, köztük a legfiatalabb Agostino Segatini is, aki a művész apja volt.
Segantini anyja, Margherita Girardi, Velence egyik negyedéből, Castellóból származott. Apja, Francesco Girardi császári főtanácsos és katonatiszt volt, s egy tiroli milícia szervezője, továbbá egy katonairodalmi klasszikus mű, a Handbüchl zum Exercieren Rontel álnéven alkotó írója. A Girardi név szélesen elterjedt, ladin eredetű alpesi nemesi név. Francesco Girardi a Rolle-hágó és a Cimone della Pala hegység lábánál levő Ampezzói-völgyek térségéből való.

## Képgaléria

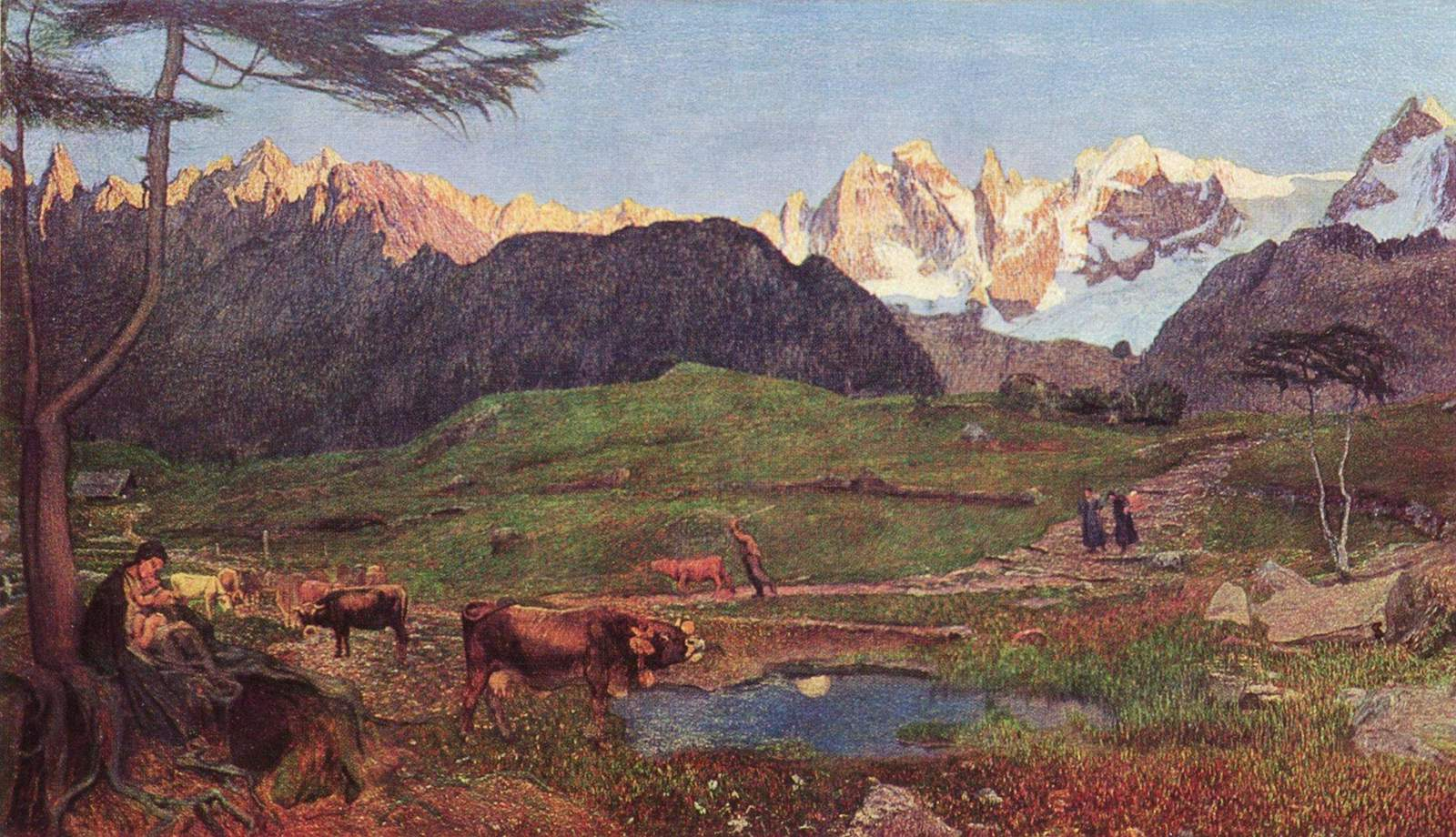
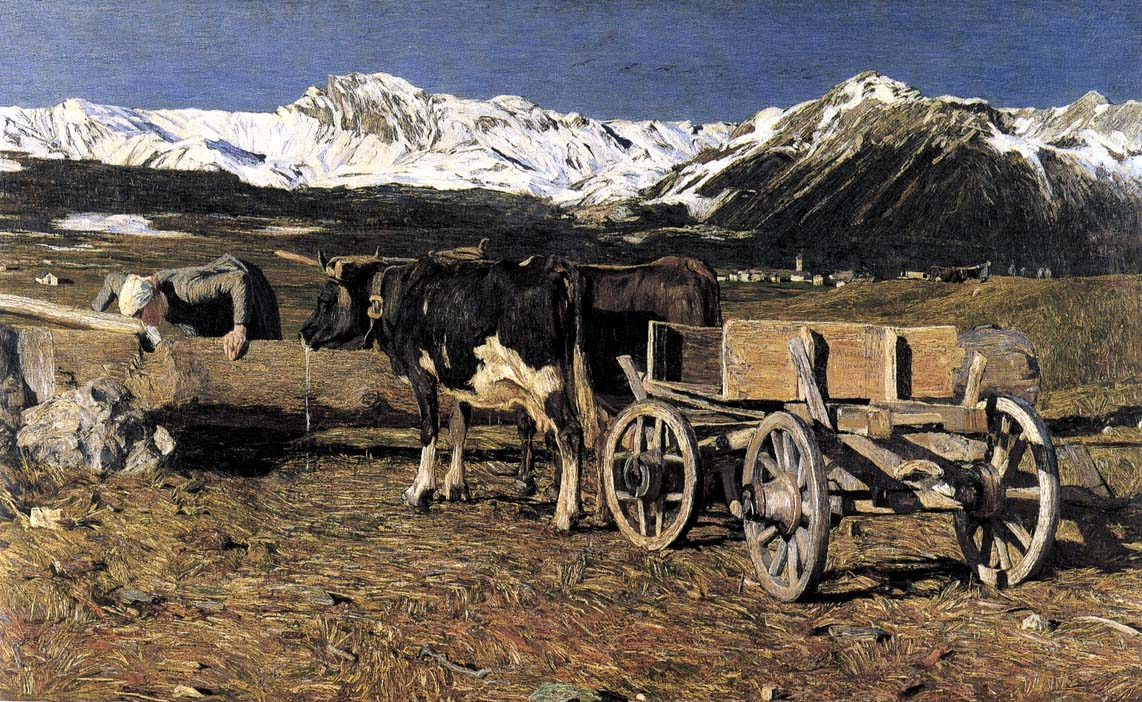
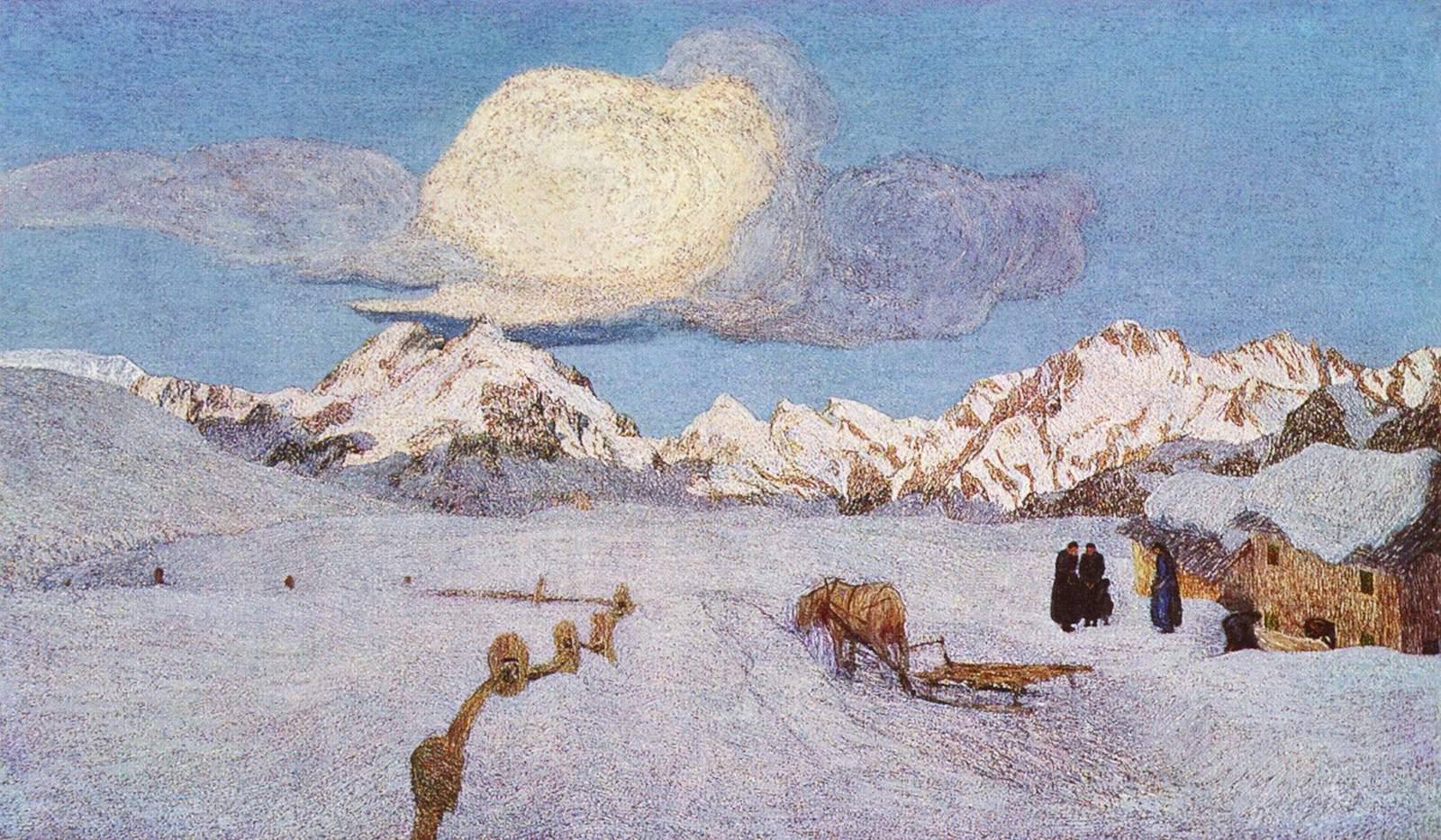
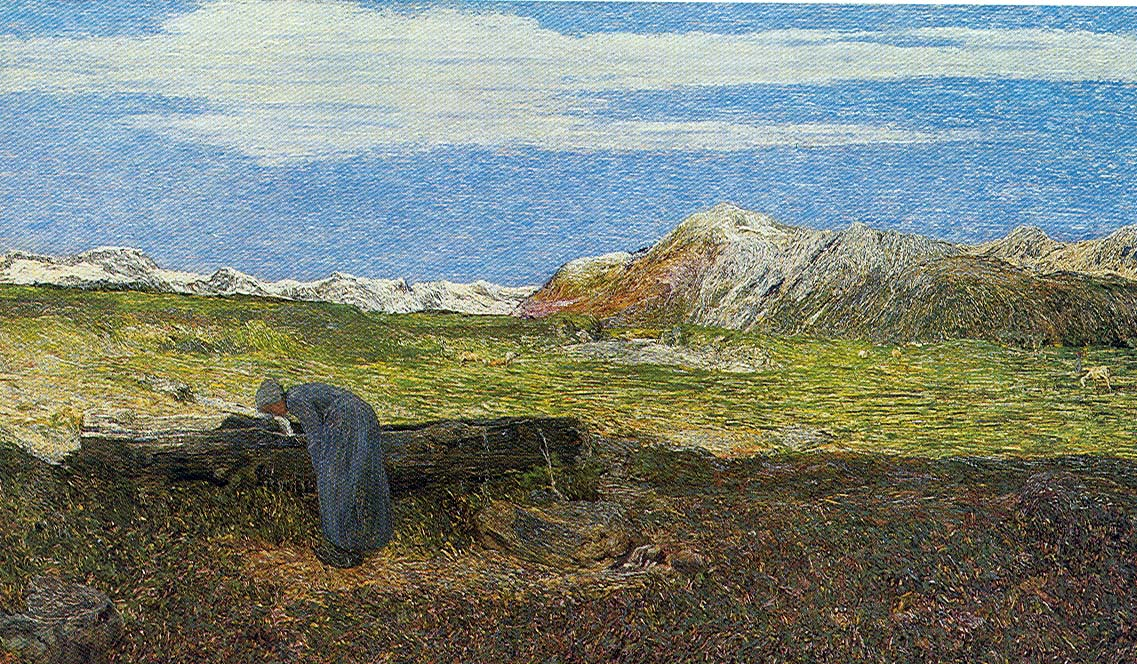
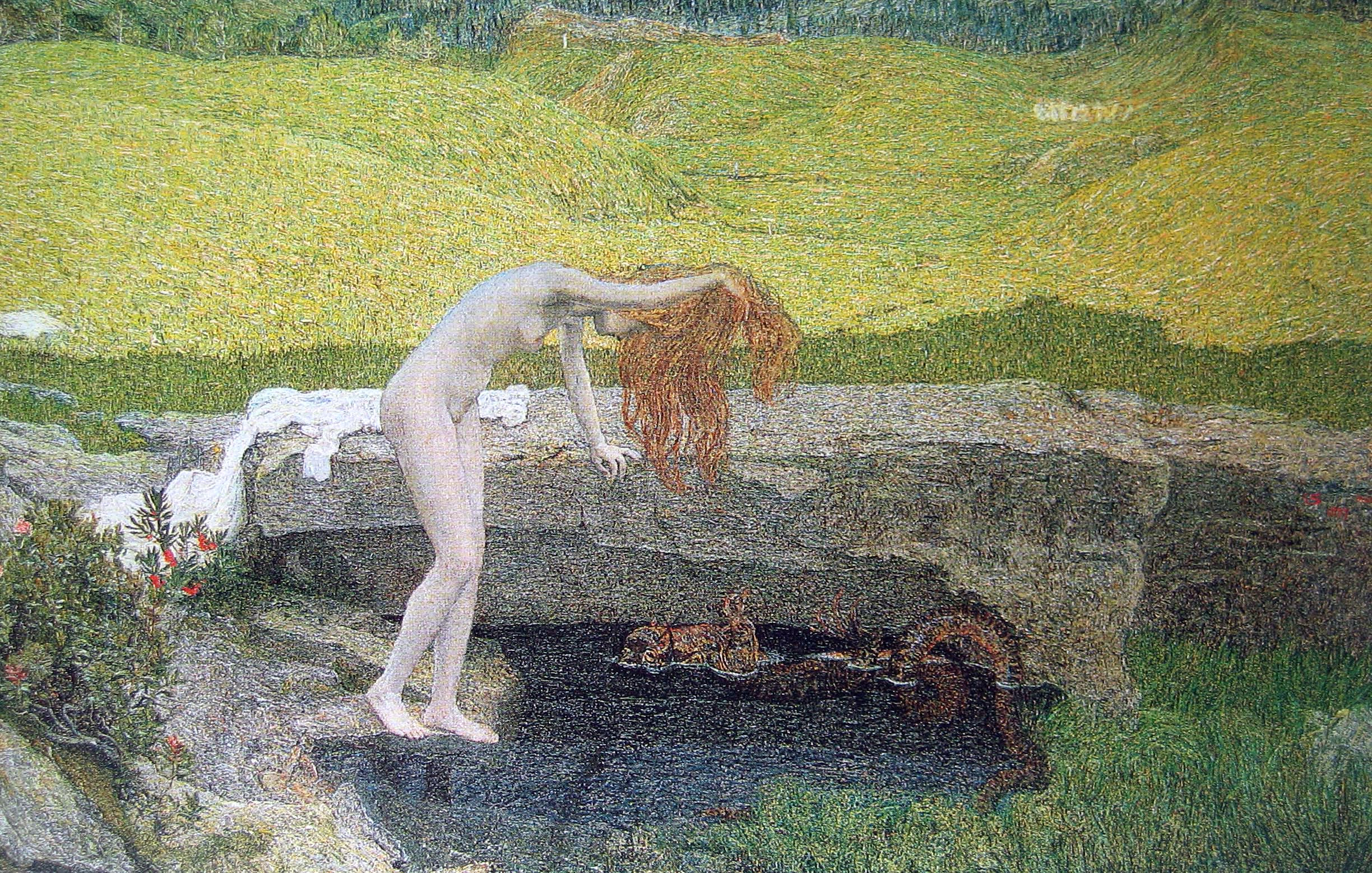
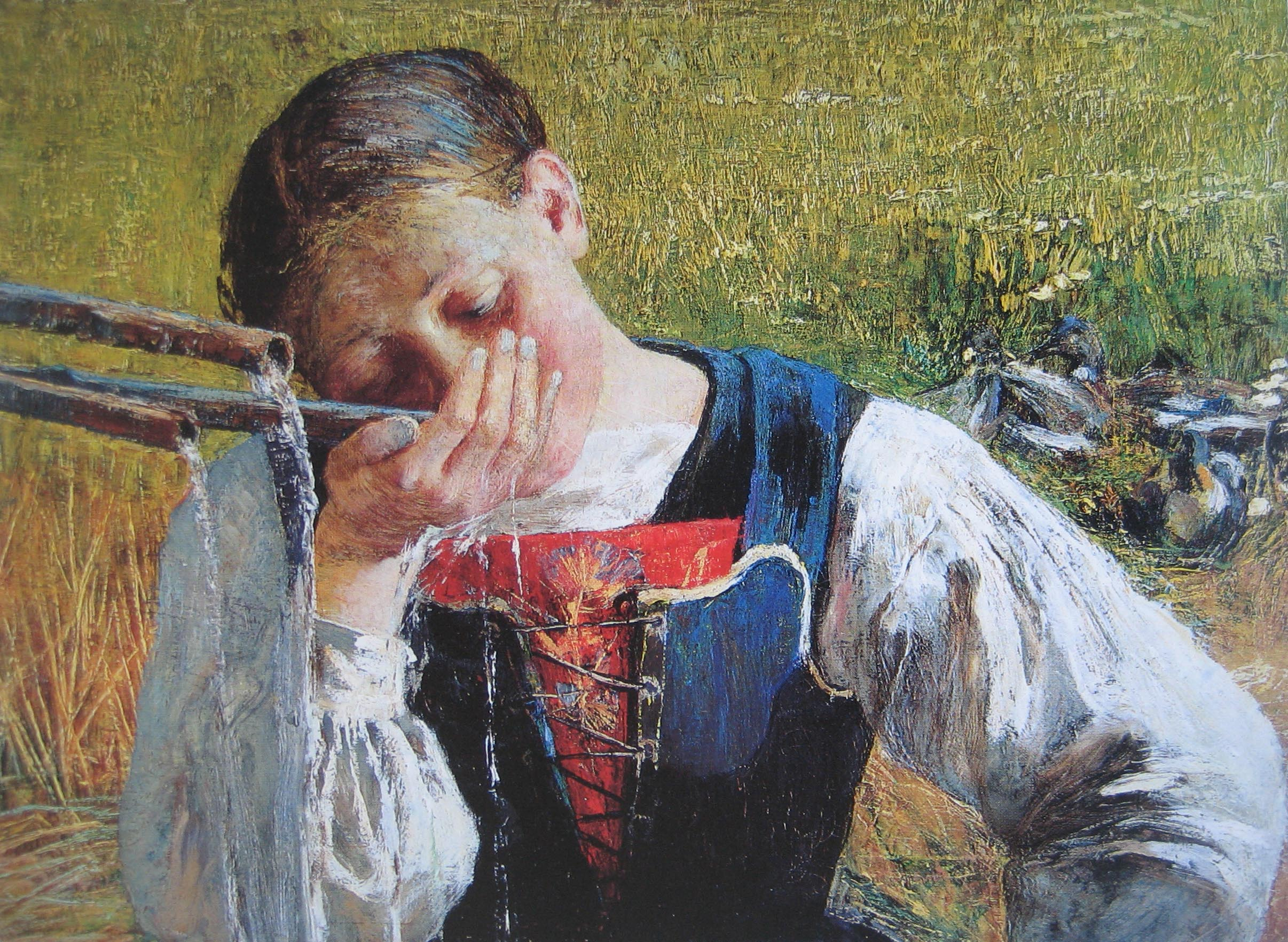
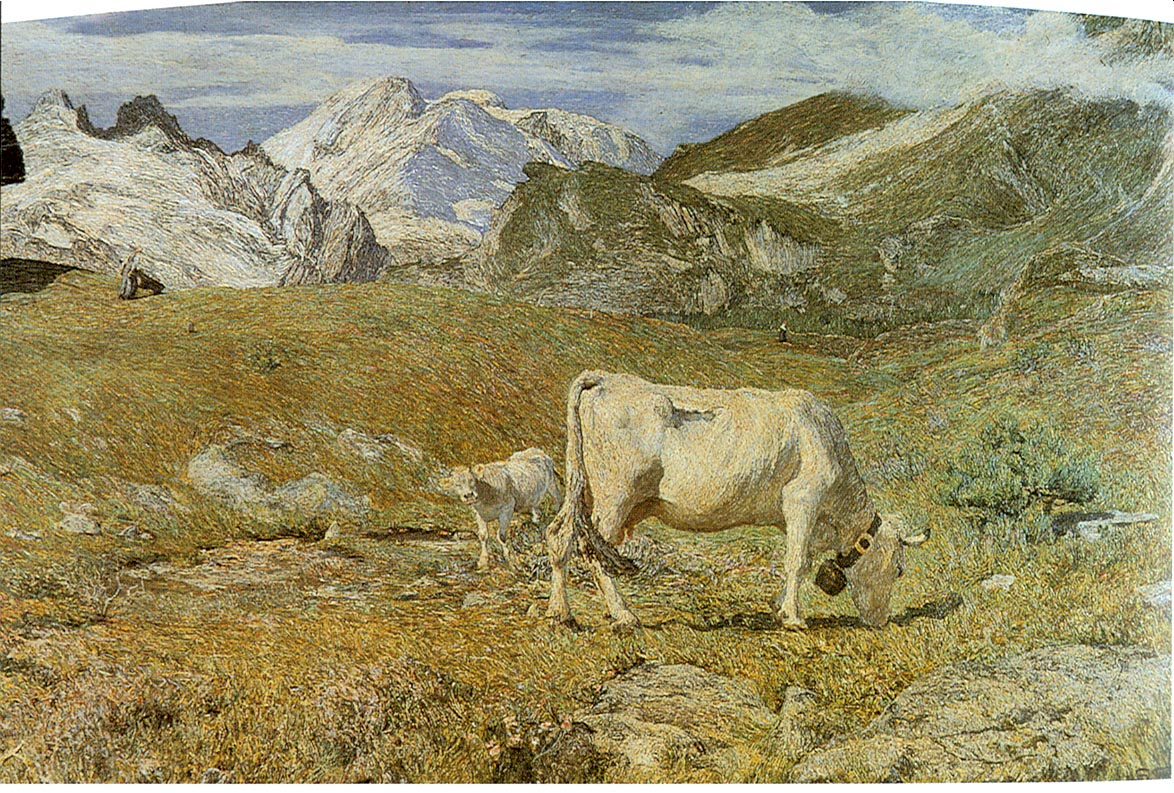

## Források

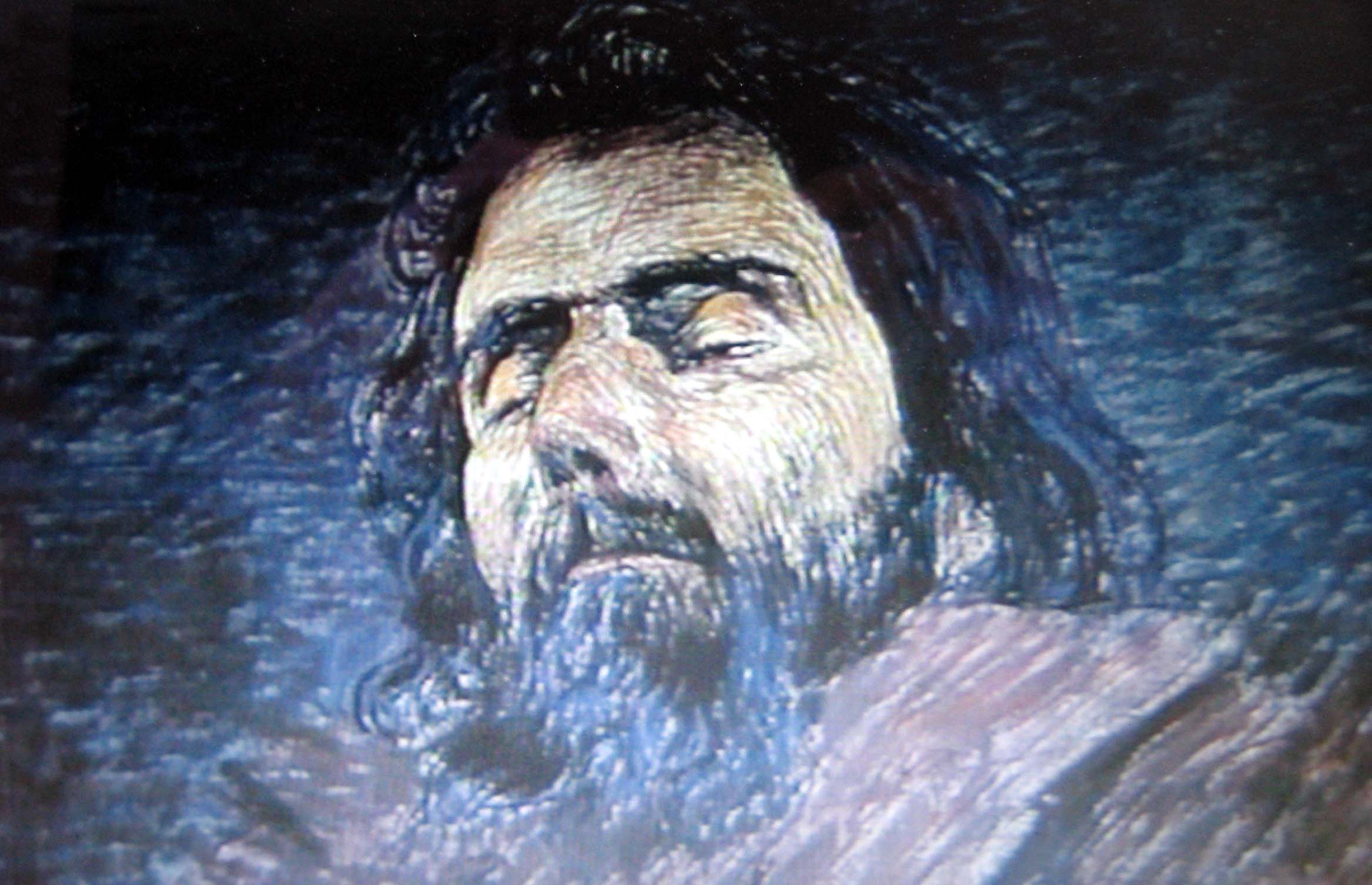
Giacometti: Segantini halotti képe

## Filmek
- Giovanni Segantini – Leben und Werk.(élete és művei) - (Gaudenz Meili (45 perc) 5 nyelven, 1990.)
- Giovanni Segantini – Magie des Lichts. (a fény varázsa; Dokumentumfilm - (Christian Labhart, 85 perc. 2015.)